# Casa de la Moneda de Bolivia
La Casa Nacional de Moneda de Bolivia, conocida simplemente como la Casa Nacional de Moneda, es un museo y archivo histórico de Bolivia, ubicado en la ciudad de Potosí. Fue creado mediante el Decreto Supremo del 5 de octubre de 1940, sobre la base de la antigua Casa Real de Moneda de Potosí que había sido fundada en 1572 por el virrey del Perú Francisco de Toledo.

## Historia

### Primera Casa de Moneda
A comienzos del Virreinato del Perú la sorprendente extracción de la plata del Cerro Rico, el crecimiento de la población, la expansión del comercio y el inesperado auge que alcanzó la Villa Imperial de Potosí, entre otros factores, crearon la necesidad de organizar un centro de acuñación de moneda. 
Los problemas para continuar con la acuñación en la Casa de Moneda de Lima y la abundancia de plata en la villa potosina causaron que la ceca de la ciudad de Lima fuese cerrada en 1572 y sustituida por la ceca de Potosí por órdenes del virrey Francisco Álvarez de Toledo. Aunque poco tiempo después, la ceca limeña fue reabierta en 1581 por el mismo Toledo.
Antes de instalarse una Casa de Fundición y de Moneda en la Villa Imperial de Potosí, el modo de beneficiar la plata era fundiéndola con plomo al igual que hacían los indígenas prehispánicos, en unos hornos rústicos denominados: guairas. Los españoles copiaron este procedimiento y mandaron construir 6.000 hornillos y «echaron allí los minerales de plata, sin mezcla de otro alguno, siendo dóciles, corrientes y de toda ley, y daban fuego hasta derretir la plata quedando aparte la escoria».
Años más tarde se llegó al beneficio mediante el azogue creado por Pedro Fernández de Velasco, que lo enseñó en Perú en 1571 y fue introducido en Potosí por el virrey Álvarez de Toledo, al año siguiente.
Respecto a la moneda, circulaba el metal argentífero sin sellar que tuvo la denominación de plata corriente. En 1572, Toledo se quejaba que 

«desde diez leguas de la Ciudad de los Reyes acá, no sólo no corre moneda acuñada, pero aún ni un real he visto ni que se haya».

En su visita a la villa en diciembre de 1572, ordenó la construcción de varios edificios públicos reorganizando con criterio urbanístico la ampliación de calles y plazas y mandó al mismo tiempo la edificación de una casa donde se amalgamara y fabricara moneda de plata.
Según una memoria de gobierno, se argumentaba: 

«...para evitar el daño entendí que la república recibía con la mala plata corriente que andaba, mandé fundar y pasar allí, la Casa de Moneda, con tanta contradicción como V.M. ha visto cosa tan necesaria para las pagas que se hacían a los dichos indios y para el comercio de la república.»

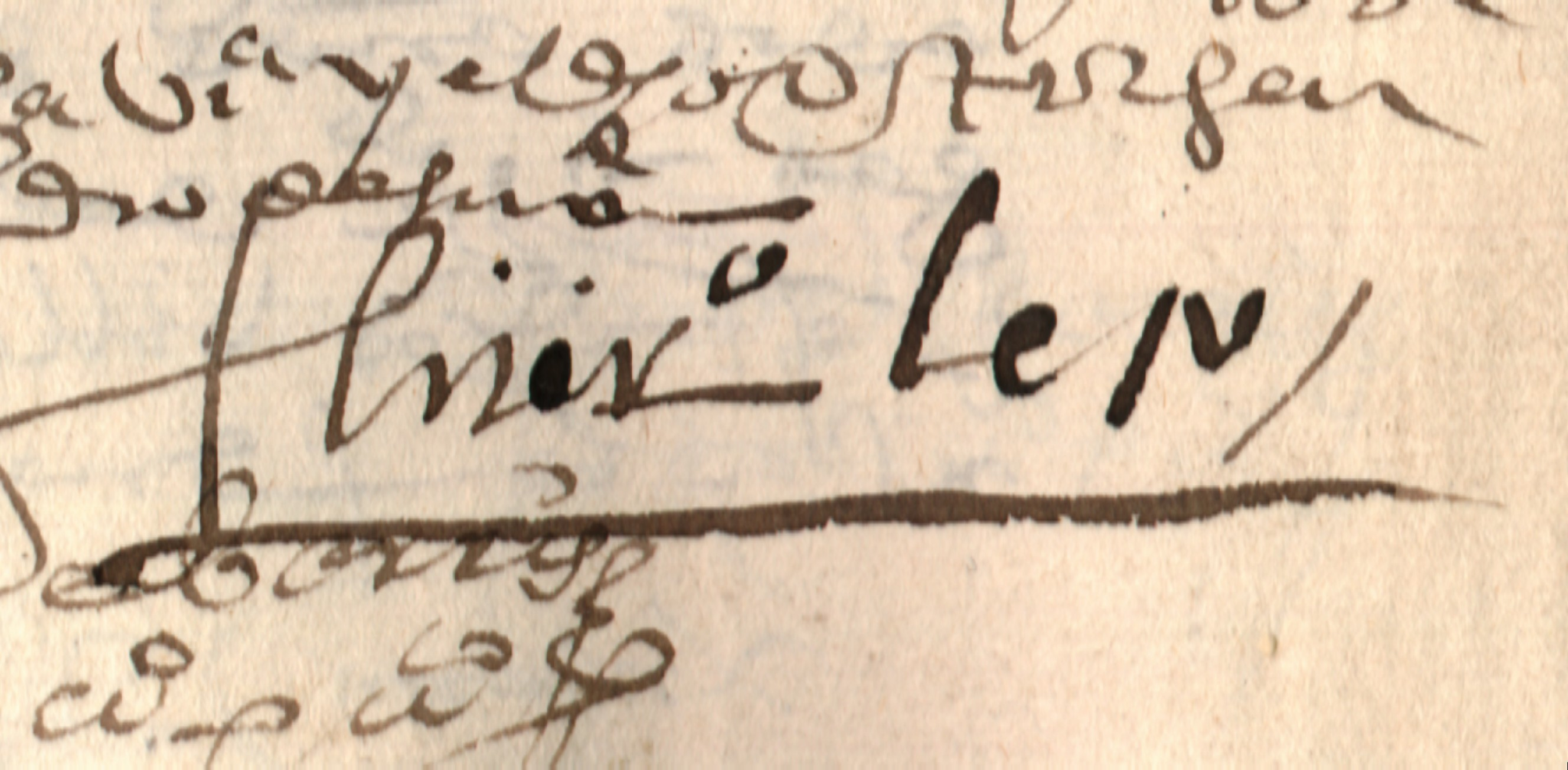
Firma de Jerónimo Leto (Archivo Histórico de la Casa Nacional de Moneda).[https://archive.org/details/boletin-16-sghp/page/n3/mode/2up

En una provisión dada por Toledo, se confirma que por su orden se mandó a fundar la ceca de Potosí, quien argumentaba de la siguiente forma:

«...avos los oficiales rreales dela rreal aza desu magd que rresidis en la Villa ynperial de Potosí sabed que Jhoan de Yturrieta tesso de la cassa de la moneda que por mi mandado esta fundada en la dha Villa me ha ssido hecha rrelacion diziendo que por ser la dha casa nueba y por no entender los Vezinos y moradores della y tratantes y mercaderes el Veneficio dela dha moneda noan metido ni meten a labrar...»

Asimismo, don Alejandro Garland, en su obra Los medios circulantes usados en el Perú, relata al respecto:

«...encontrándose difícil e inconveniente la conducción de las piñas o barras desde este asiento mineral hasta la Casa de Moneda de Lima, se decidió a clausurar provisionalmente ésta y erigir una nueva en Potosí como lo hizo en 1572, en la Plaza del Regocijo a cargo del maestro en obras Jerónimo Leto.»

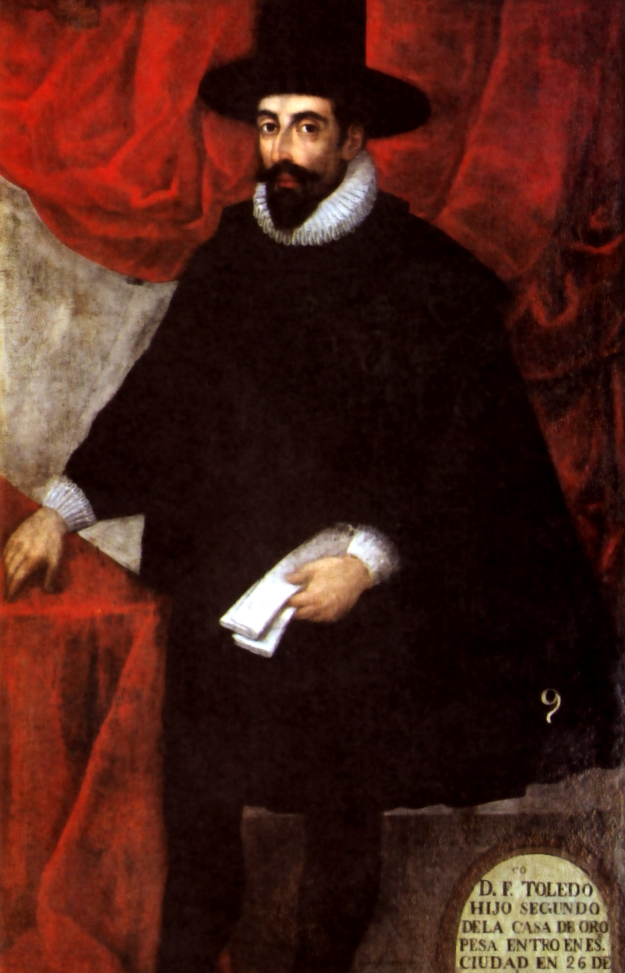
El virrey Francisco Álvarez de Toledo, fundador de la Casa de Moneda de Potosí.

La visión del virrey Francisco de Toledo llevó adelante la construcción de la primera Casa de Moneda en estas alturas. En 1572 se pusieron los cimientos en las inmediaciones de la plaza del Regocijo (Plaza 10 de Noviembre) bajo la responsabilidad del alarife potosino Jerónimo de Leto, concluyendo la obra después de tres años. Su costo ascendió a 8.321 pesos, un tomín y 13 gramos de plata.
Según los libros de la Hacienda Real de Potosí, tras la primera rendición de monedas de plata que se sacaron de la Casa de Moneda de la Villa Imperial, los trabajos de acuñación se iniciaron el 28 de marzo de 1574. Lo que significaría que la ceca de Potosí se construyó entre diciembre de 1572 a marzo de 1574.
Concluida la construcción, la ceca de Potosí emprendió la acuñación de la moneda legal, la primera rendición sacada correspondió entre 1574-1575. Existe un documento que Potosí amonedó 26.531 pesos. Desde el 28 de marzo de 1574 hasta 7 de diciembre de 1575 pagó por señoreaje un real por marco en cumplimiento a la ordenanza de 15 de febrero de 1567 que dispone

que de cada marco de plata se cobre un real de señoreaje.

«Yten ade aver su magd. veynte y seis mill e quinientos e treynta y un rreales que le pertenecieron del señoraje de veinte e seis mill y quinientos y treynta y un marcos de Plata que sean metido a labrar por su magd, y por personas particulares desta villa en la casa de la moneda della desde veynte y ocho dias del mes de março de setenta y quatro que se començo a labrar en la dicha casa hasta el hultima partida que fue en siete de dizienbre deste año de setenta y cinco como costa, por testimonio firmado de martin de Reçusta escrivano dela dicha casa dela moneda.»

Fueron tan conocidas las monedas emitidas durante ese periodo en el mundo que se extendió la frase inmortalizada por Miguel de Cervantes y Saavedra, 

Vale un Potosí.

#### El Virrey Toledo y la Casa de Moneda
Con el descubrimiento del Cerro Rico y el asentamiento de una nueva población, Potosí se convirtió, a partir del siglo XVI, y por varios siglos, en el núcleo vital o en el centro de la economía del importante Virreinato de Perú, al que se le sumó, a fines del siglo XVIII el Virreinato del Río de la Plata, como una escisión del primero. 
Nació un nuevo núcleo poblacional, la que creció y se desarrolló caóticamente a los pies del Cerro Rico y se transformó a lo largo de los siglos, en torno a la explotación argentífera, concentrándose una numerosa y heterogénea población compuesta por mineros, indígenas, comerciantes, artesanos y oficiales reales.
La conveniencia de establecer una Casa de Moneda, fue una consecuencia del crecimiento de la minería y el comercio entre España y América. Tuvo que transcurrir cerca de 30 años para que en Potosí se comenzara la fabricación de monedas de plata. La falta de metales preciosos en la ciudad de Los Reyes y la abundancia de plata en la Villa Imperial de Potosí, motivaron que la ceca de Lima fuese cerrada y sustituida por la Casa de Moneda de Potosí bajo el gobierno del 5.º Virrey del Perú, don Francisco de Toledo, en 1572.
El virreinato carecía de la pureza metálica necesaria, y el virrey Toledo se quejaba de que desde diez legua de la Ciudad de los Reyes acá, no sólo no corre moneda acuñada, pero aún ni un real he visto ni que se haya.
En 1572, a su paso por la ciudad de La Plata, Toledo luego de haberse reunido con los cabildantes, oidores y otras personas importantes del lugar, quedó convencido de las bondades que traería al reino el traslado de la ceca limeña a ese paraje, y determinó que la fábrica fuese llevada a La Plata, quién ordenó llevar la maquinaria y herramientas de la Casa de Moneda de Lima. 
La ceca tuvo al perecer corta vida y se ordenó llevar la fábrica de moneda a Potosí, con las mismas reglas de acuñación dispuestas por la real cédula de 21 de agosto de 1565 para la ceca de Lima.

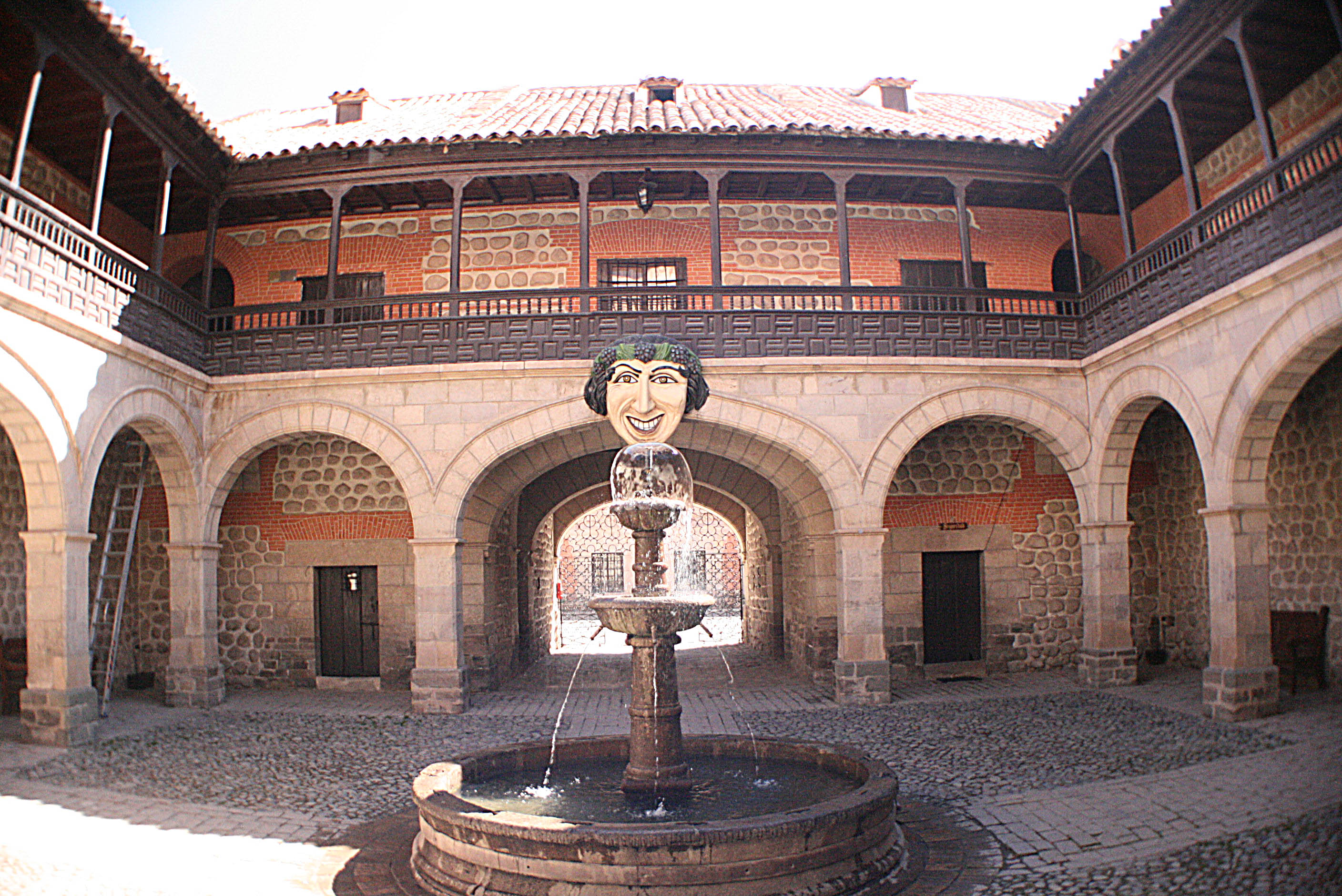
Vista de la entrada a la Casa de Moneda.

E. Paolleti afirma que Toledo decidió fundar una Casa de Moneda en Potosí el 28 de febrero de 1572. G. Mendoza asevera que el 29 de agosto de este año el cabildo de Potosí había venido tomando disposiciones para el recibimiento del virrey Toledo, quien arribó el 23 de noviembre. Arzáns señala que se abrieron los cimientos en diciembre de 1572; finalmente, A. Alba cita que el 8 de diciembre de este año se habría iniciado los trabajos de construcción.
A partir de estas investigaciones, parecería que el virrey Toledo estuvo dispuesto en establecer dos casas de moneda en la Real Audiencia de Charcas: una en la ciudad de La Plata y otra en la Villa Imperial de Potosí; o finalmente, mas solo instalar o habilitar en La Plata las casas donde vivía el señor Presidente del real audiencia en forma provisional, hasta que el edificio de la Casa de Moneda de Potosí, esté concluida en su construcción.
Frente a esta situación, la crónica de Luis Capoche encierra material de interés para la historia minera y económica de la Villa Imperial de Potosí. No pasó mucho tiempo para que escribiese sobre la visita de Toledo cuyo gobierno fue tan importante para Potosí, cuando afirmó: 

«El virrey don Francisco de Toledo mandó cerrar y que no se labrasen las minas de cobre que hay cerca de esta villa, e hizo casas de moneda, porque la que se había fundado en Lima por el señor presidente y gobernador Lope García de Castro, no era de ningún socorro ni remedio, porque nadie subía de los llanos reales a la sierra.»

Por la descripción del cronista Arzáns y de las notas de García Hurtado de Mendoza, se conoce que el 29 de agosto de 1572 el cabildo de Potosí había venido tomando disposiciones para el recibimiento del virrey Toledo, quien llegó «desde la ciudad de los Reyes a esta Imperial Villa» el 23 de noviembre de 1572, alegrando y aplaudiendo su venida con 15 días de costosísimas fiestas. Durante su visita oficial, ordenó la construcción de varios edificios públicos reorganizando con criterio urbanista y trazo damero, dispuso la ampliación de calles y plazas. Asegura que «por orden de su excelencia la que estaba fundada antes en la ciudad de Lima se pasó a esta Imperial Villa», a mediados de diciembre de este año se empezó a cimentar la iglesia de San Lorenzo «y en el mismo día se comenzó la obra de la gran Casa de Moneda y Cajas Reales…».
Por su parte A. Alba establece el día exacto de fundación, afirmando que se confió a Gerónimo Leto para que comience a cimentar el 8 de diciembre de 1572, levantó «muros con piedra de barro; modela las chimeneas con ladrillo y cal; da termino a las oficinas con techos de teja roja y luciente».
Pedro V. Cañete cita que la Casa comenzó a construirse en 1572 y Medina afirma que fue con posterioridad al cierre de la Casa de Moneda de La Plata, a fines de 1574 y principios de 1575.
Aunque existen autores que afirman que antes de 1572 existía una casa de amonedación, como dice Alcedo que fue fundada en 1562, si fuese así, Arzáns tiene razón en aseverar que en 1563 el tesorero de la casa de moneda integraba el Cabildo. Por otro lado, aunque en la Recopilación afirma que por cédula real el emperador D. Carlos y la Reyna G. en fecha 11 de mayo de 1535, ordenaron la fundación de la casa de moneda de Potosí, incluyendo la de México y Santa Fe del Nuevo Reino de Granada. Por cierto, hasta antes de 1545 el Cerro Rico y Potosí no se conocían todavía, la mencionada ley se refiere solamente a la ceca de México y es obvio que no tiene ninguna relación con las otras dos mencionadas. Burzio aclara que la autorización para establecer la ceca se obtuvo para México. Esta información aparecida en la Recopilación ha sido posteriormente tomada al pie de la letra por otros, que sin análisis la han tomado como definitiva no sólo para Santa Fe sino también para Potosí.
En una provisión dada por Toledo, se confirma que por su orden se mandó a fundar la ceca de Potosí, quien argumenta de la siguiente forma:

«…avos los oficiales rreales dela rreal aza de su magd que rresidis en la Villa ynperial de Potosí sabed que Jhoan de Yturrieta tesso de la cassa de la moneda que por mi mandado está fundada en la dha Villa me ha ssido hecha rrelacion diziendo que por ser la dha casa nueba y por no entender los Vezinos y moradores della y tratantes y mercaderes el Veneficio dela dha moneda no an metido ni meten a labrar….»

Otra provisión de 28 de febrero de 1574 expedida por Toledo, reitera que él tiene cometido, ordenado y mandado fundar en la Villa Imperial de Potosí, una Casa de Moneda para que en ella se labre cantidad de moneda para el trato y comercio de estos reinos. Según Burzio, la ceca de Potosí quedó instalada entre fines de 1573 y principios de 1575: 

«...consta por cartas del citado virrey que en 1574 ya se labraba moneda… Por el fragmento de la carta transcrita que lleva fecha de 3 de marzo de 1574, se desprende que al tiempo de escribirla el virrey Toledo, ya se encontraba en funcionamiento la ceca, de manera que su formal instalación debe haberse llevado a cabo entre fines de 1573 y principios del siguiente año.»

Para finalizar, los libros de la Hacienda Real de Potosí, tras la primera rendición de monedas de plata que se sacaron de la Casa de Moneda de la Villa Imperial de Potosí, se conoce que los trabajos de acuñación se iniciaron el 28 de marzo de 1574. Lo que significaría que la ceca de Potosí se construyó entre diciembre de 1572 a marzo de 1574, siendo corregidores don Damián de la Bandera (1571-1573) y Juan Dávila (1573-1575).

#### Esclavitud
Cuando, en diciembre de 1575, el quinto virrey del Perú, Francisco Álvarez de Toledo, visitó la Villa Imperial de Potosí, mandó a fundar la Casa de Moneda con su propio edificio porque era necesario acuñar monedas para el trato y comercio de ella y paga de los jornales de los indios. Cuando se inició la producción de monedas en 28 de marzo de 1574, un mes antes, Toledo autorizaba por provisión real de 24 de febrero el pago a Juan de Aragón y a Lucas Lobo, por la hechura de ropa para vestir a los esclavos africanos  de las hornazas.
A Juan de Aragón 43 pesos por:
- 36 pesos por la hechura de 6 vestidos a 6 pesos cada vestido.
- 5 pesos de hilo para coserlas.
- 2 pesos de corchetes para ellos.

A Lucas Lobo se le debe 195 pesos de plata corriente por:
- 45 pesos por 12 mantas de algodón para otras tantas camisas a 3 pesos 6 tomines cada uno.
- 9 pesos por 6 varas de ruán para los cabezones de ellas.
- 18 pesos por hechura a peso y medio cada una.

Un año más tarde, en 30 de marzo de 1575 se cancelaba al maestre Juan de Orve, 50 pesos de plata corriente, por la curación de un negro de la Casa de Moneda.
Constituidas cuatro hornazas para el proceso técnico de acuñación, había cuatro esclavos en cada uno de ellas a cargo de un capataz como afirma Cañete. Sin embargo, Burzio menciona que era indios esclavos. Lo cierto es que la Casa de Moneda contaba con esclavos en sus locales y eran negros y no indios quienes trabajaban en las hornazas, donde el individuo estaba bajo el dominio de un hornacero.
Como mano de obra, la Casa de Moneda dependía de los esclavos negros. En una provisión real de 30 de agosto de 1575, expedida en Arequipa, encontramos a los primeros doce esclavos negros que trabajaron en las tres hornazas que se habilitaron a cargo de los capataces siguientes:
- A cargo de Pedro Real cuatro esclavos llamados: Cristóbal Sape, Lorenzo Negro, Juan Congo Portugués y Martín
- A cargo de Pedro de Salazar otros cuatro esclavos de los nombres siguientes: Martín Sape, Miguel Sape, Domingo Sape y Cristóbal Congo
- A cargo de Lucas Martín capataz otros cuatro esclavos de los nombres siguientes: Antón Congo, Antón Sape, Salvador Tolofo y Pedro Tolofo

Los esclavos negros que fueron dotados con fondos de la Real Hacienda para fundar la Casa de Moneda a riesgo de los capataces y vayan pagando a la corona del braceaje por el precio y costo de los esclavos a la real caja. En el mismo documento se autorizaba la compra de otros esclavos negros para la habilitación de una cuarta hornaza. Durante los últimos años del siglo XVI, siglo XVII y principios del XVIII, la trata de esclavos negros para la Casa de Moneda era habitual.
Testimonios sobre el tráfico legal de esclavos negros, localizamos cuando en 23 de octubre de 1577, encontramos al clérigo Gonzalo García Garzón a través de su apoderado Francisco Palomino de Cárdenas vendiendo al capataz Juan Rodríguez, un negro en 350 pesos de plata ensayada y marcada, con las siguientes características: 

«...de edad de veinte años pocos más o menos... sujeto a servidumbre, habido de buena guerra por borracho, huidor enfermo y por facineroso y revoltoso y por tener las demás tachas y defectos y enfermedades.»

Por lo que los tratantes negreros llegaban a la Villa Imperial de Potosí trayendo gente negra desde Guinea vía Brasil. En 1601 ingresó un lote de 50 piezas de esclavos negros internados por Manuel Enrriquez en representación del administrador general de la Contratación de los Negros, Pedro Gómez Remel; adquiriendo el tesorero Luis de Izunsa seis piezas de ambos sexos:

«Juan de edad de 17 a 18 años, Pedro de la misma edad, Lorenzo de la misma edad,  Maria de 16 años, Catalina de la misma edad y Violante de 14 años de edad.»

### Segunda Casa de Moneda
Transcurrieron cerca de 151 años de funcionamiento de la primera Casa de Moneda de Potosí y pese a que la producción de plata del Cerro Rico atravesaba un periodo crítico, las autoridades reales de España concibieron el proyecto de poner en marcha el relanzamiento del preciado metal. Constituía esta decisión un desesperado esfuerzo para enfrentar la crisis del reino, sufragar los gastos de guerras inútiles y el abultado costo de una frondosa nobleza improductiva. España volvió la mirada a Potosí. Su montaña generosa no se agotaba aún. El relanzamiento de la plata se puso en marcha. 
Una de las principales medidas fue construir una nueva Casa de Moneda que dejara atrás las deformes «macuquinas» (que por tan largo tiempo circularon) y lanzara al mundo reales columnarios o de busto. 
En 1751 fue adquirida nueva maquinaria para la casa de moneda y el rey de España ordenó a las autoridades potosinas construir la nueva ceca, pero estas a la cabeza del gobernador Ventura Santelices y Venero se opusieron argumentando que lo más acertado sería ampliar la antigua, es decir, la toledana de 1575. 
Las diferencias de criterios se prolongaron por mucho tiempo y, al final, se impuso la orden del rey que envió al experimentado arquitecto Salvador de Villa que residía alternativamente en México y Lima para ejecutar tan ambicioso proyecto. La construcción duró de 1759 a 1773. 

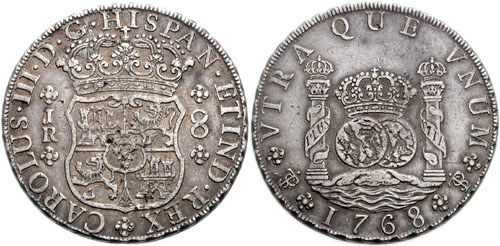
Real de a 8 acuñado en la Real Casa de la Moneda de Potosí en 1768.

La historia de los trabajos es interesante y reveladora. 
Solo mencionando que ocupa una superficie de 7.570 metros cuadrados y ostenta cerca de 15.000 metros cuadrados construidos se tiene una idea gráfica de su majestuosidad que se complementa con cinco patios y alrededor de doscientos ambientes. Su arquitectura barroca adquiere una vistosidad variada desde cualquier ángulo. Su portada, sus techumbres, sus balcones del primer patio, sus vigorosas paredes de piedra labrada y bolona con partes de fino ladrillo, en fin, en su conjunto aparenta una fortaleza infranqueable. 
Como referencia de su prolija edificación basta recordar que en el maderamen se emplearon 450 vigas, 1.239 tijeras, 10 planchas, 820 alfajías, 20 tirantes, l20 soleras, 1200 tablas, 2.109 tablas ordinarias, 40 tablones y 20 pearas de madera en trozo. 
Cuando la enorme casa se inauguró el 31 de julio de 1773, el erudito cronista Pedro Vicente Canete, decía: 

Todo el edificio es de piedra labrada de cantería con dos altos techados de cedro y otras excelentes maderas: muchas ventanas con rejillas de fierro y vidrieras y con pocos balcones a la calle. El primer patio se destino para habitaciones de los ministros principales, con una casa para cada uno, dividiéndose las pertenencias de un solo corredor que tiene en cuadro. Con atajadizos de madera que las distingue por letreros de empleo a quien corresponden. Con respectiva entrada y salida por diferentes escaleras... 

Al concluirse se hizo un balance, de acuerdo a los documentos, arrojando un costo de 1.148.452 pesos y 6 reales. Los entendidos estiman que hoy en día esta suma representaría alrededor de diez millones de dólares. 
Razón tenía el rey Carlos III de España cuando expresó al ser informado de la terminación de la obra y su costo estas palabras «todo el edificio debe estar hecho de plata pura...». 
Aparte del costo monetario, en casi tres lustros, miles de obreros contribuyeron con su esfuerzo. Indígenas, albañiles, maestros, ayudantes, carpinteros, plomeros, cerrajeros, capataces sin dejar de lado supervisores, contadores, ingenieros, arquitectos. El arquitecto Salvador de Villa, muere después de cuatro años de labor en 1764 y es reemplazado por su discípulo Luis Cabello que a su vez transfiere la responsabilidad en 1765 a Jaime San Just. La organización técnico-administrativa de la Casa de Moneda se sujetaba a estrictas reglamentaciones elaboradas en el Consejo del Rey. Comprendía el Tesorero como máxima autoridad, siguiéndole en jerarquía el ensayador que tenía la misión de analizar las barras de plata y verificar los detalles pertinentes, colocando también las iniciales de su nombre en las monedas. Cualquier irregularidad o fraude eran de su exclusiva responsabilidad. 

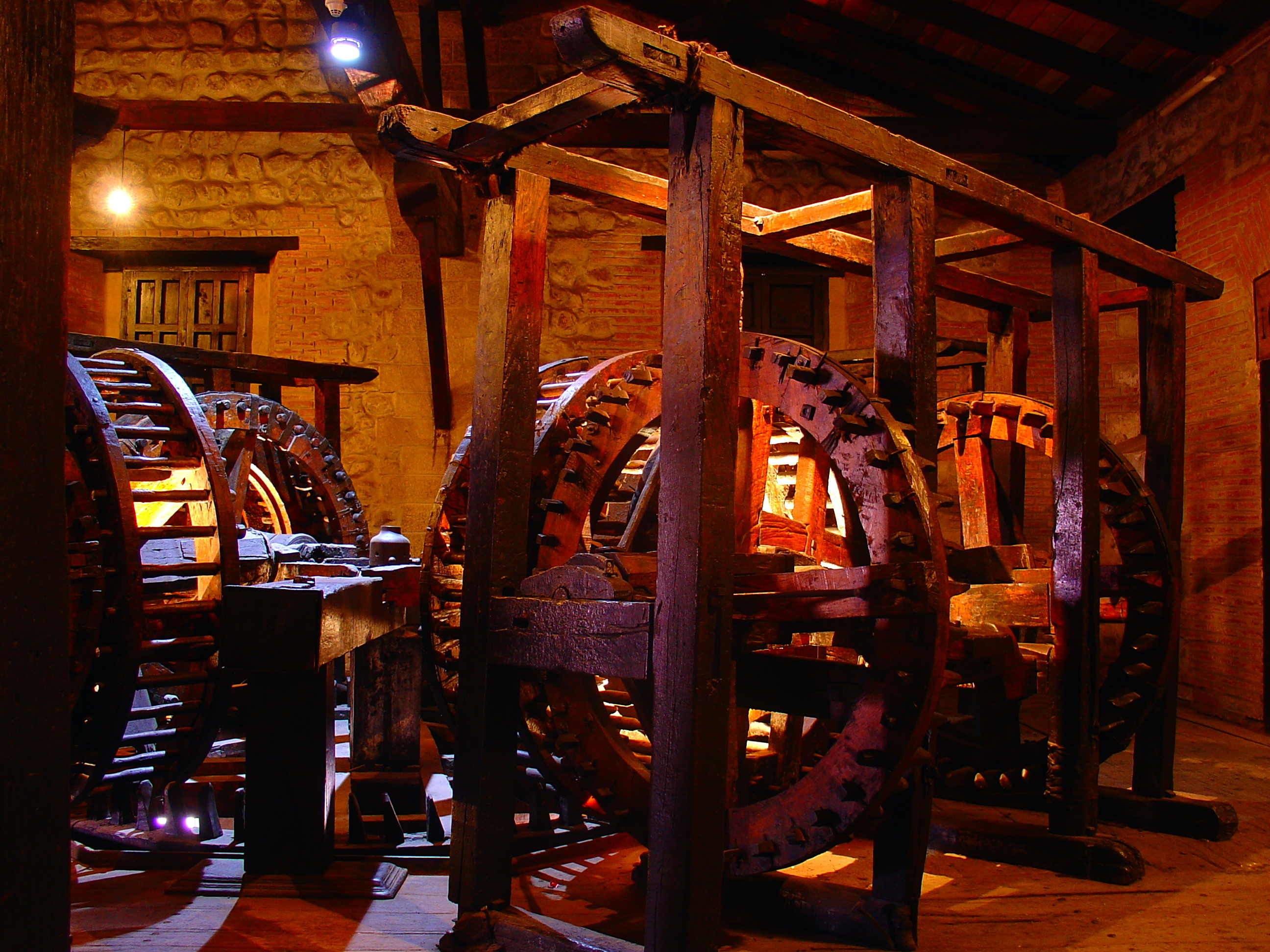
Máquinas laminadoras de plata de la Casa Nacional de Moneda.

El fundidor obedecía las instrucciones del ensayador, el tallista labraba los cuños y el balanzario controlaba el peso de las monedas. Aparte de este personal se asignaban ayudantes y otros colaboradores. 

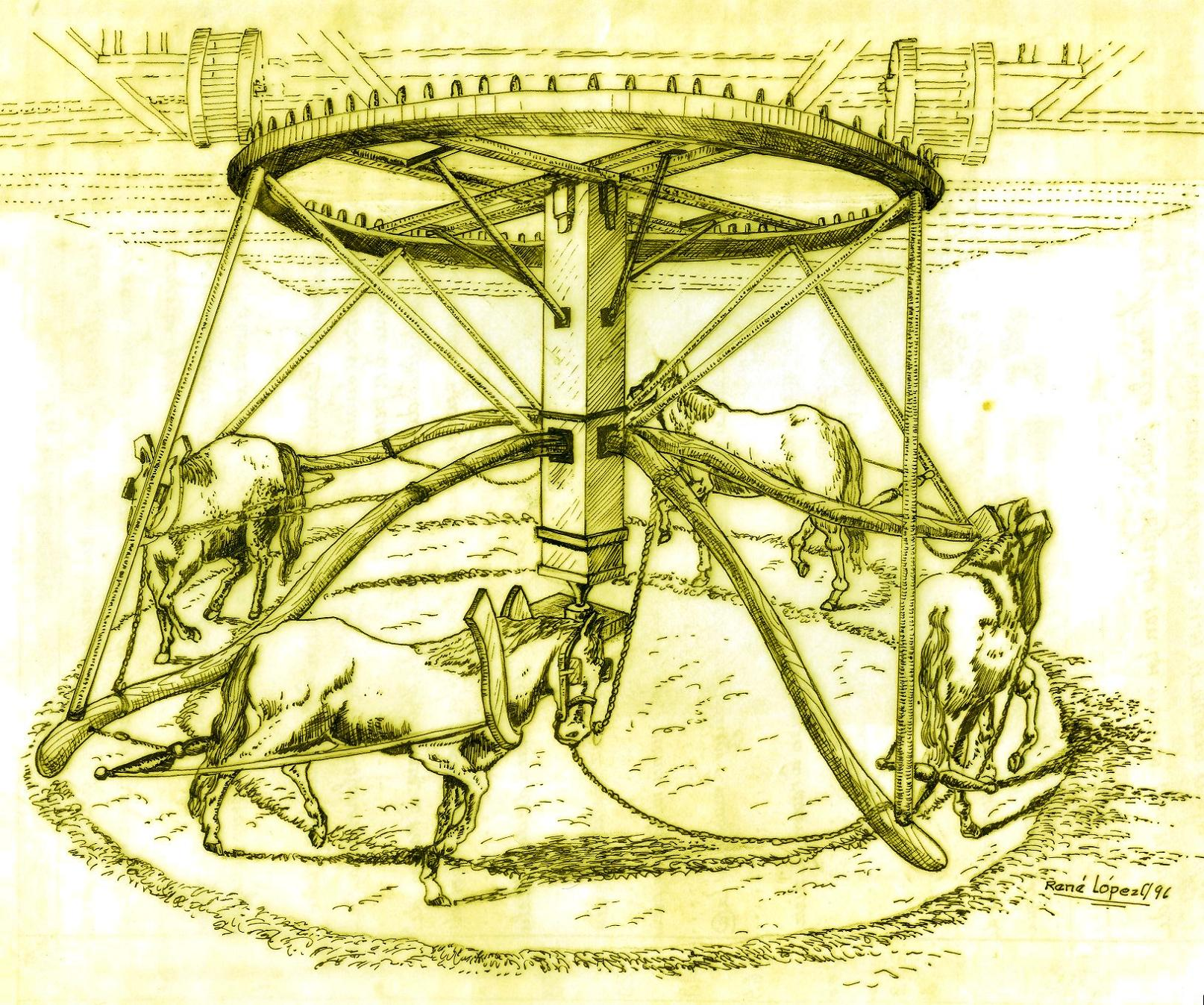
Planta baja de las máquinas laminadoras de plata. Casa Real de Moneda. Siglo XVIII.

Tan delicada labor requería que cada casa de amonedación disponga de sitios para batir los cospeles de plata y convertirlos en moneda; eran hornazas donde se encontraban los acuñadores, capataces, guardias y negros esclavos e indígenas que hacían los trabajos más pesados. Esos cargos, que inicialmente, se concedían por favor o merced, posteriormente se vendían en subasta pública y tenían como renta los derechos que se cobraban sobre lo acuñado. 
Como evocación histórica quedan en la memoria colectiva los otrora familiares términos de la moneda de martillo, la moneda a volante, la matriz, el punzón, el cuño o troquel, el cospel, el corte, el cercén, la cizalla, el blanqueado de la moneda...
Razón tienen los numismáticos al sostener que la ceca de la Villa Imperial fue cuna de las corrientes monetarias que alimentaron a las vastas zonas del Río de la Plata, así como Lima lo fue para la costa del Pacífico y Cartagena de Indias y Santa Fe de Bogotá para la llamada sierra firme. Sin embargo, la trascendencia de la inagotable riqueza de plata, llevó a proclamar esta verdad en Europa y el Nuevo Mundo: no hay parte del mundo civilizado, ni museo histórico numismático que no contenga cien veces el nombre de Potosí y el de su Casa Real de Moneda, una de las más conocidas del orbe y la segunda en América después de la de México, su hermana mayor por poco tiempo. 
La producción del blanco metal adquirió cifras inimaginables. Solo en los primeros 28 años se testimonia que 

el Tesoro de Potosí pasó un balance al Rey de España por el que resultaba que el producto de las minas de plata desde 1545 hasta 1573 había sido de 820 millones 513 mil y 893 duros, cantidad mayor a la que se calculaba que era el caudal metálico circulante en todos los Estados europeos.

Otro informe: 

Hasta 1687 pasaron por las Cajas Reales 450 millones de pesos, suma bastante para poderse fabricar con ella otro hermosísimo y muy capaz monte de plata, a pesar que una parte igual o mayor a la que se presentaba a quintos era ocultada y sustraída a esa imposición y registro...

El valor de las monedas virreinales, comparando hoy en día con el patrón dólar, puede ser y debe ser discutible, razón por la que se conocen diversos criterios y variadas estimaciones. El investigador boliviano Orlando Capriles Villazón en su obra Historia de la Minería, ofrece esta relación: 
- Peso castellano, de 4 reales US$ 0,72
- Peso minero o ensayado, de 14 reales y 17 maravedíes " 2,56
- El peso corriente, de 12 reales y 17 maravedíes " 2,25
- El ducado, de 11 reales y un maravedí " 1,98
- El peso de 3 cuartillos, de 9 reales " 1,62
- El peso cruz o macuquina, de 8 reales y 16 maravedíes " 1,47
- El medio peso, de 4 reales " 0,72
- La peseta de 2 reales " 0,36
- El real, de 34 maravedíes " 0,18
- El maravedí " 0,0054

### Acuñación republicana

#### Provincias Unidas del Río de la Plata

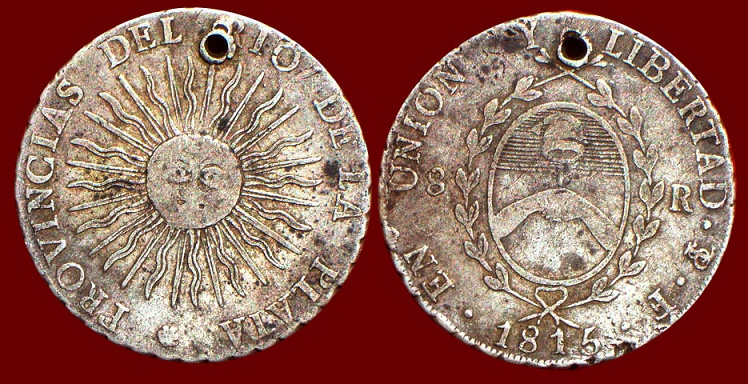
Moneda argentina acuñada en la Casa de la Moneda, 1815.

Durante el transcurso de la segunda Expedición al Alto Perú -enviada por las autoridades revolucionarias del Río de la Plata y encabezada por el general Manuel Belgrano- la avanzada del ejército patriota al mando del mayor general Eustoquio Díaz Vélez,[cita requerida] en mayo de 1813, entró en Potosí y logró la toma de la Casa de Moneda. 
Días antes, en Buenos Aires, el diputado por Salta, Pedro José Agrelo, había presentado a la Asamblea General Constituyente del Año XIII un proyecto para la creación de una moneda nacional para las Provincias Unidas del Río de la Plata, el que había sido aprobado el 13 de abril de 1813. 
Así fue como en la Casa de Moneda de Potosí se acuñaron monedas de oro con valores de 8, 4, 2 y 1 escudos, y en plata en 8, 4, 2, 1 y ½ reales. Estas monedas en vez de tener el rostro del rey de España empezaron a llevar la leyenda «En Unión y Libertad» (en la actualidad se le rinde homenaje en las monedas de un peso de la República Argentina). En el anverso apareció un Sol de Mayo radiante con ojos, nariz, boca y 32 rayos, mientras que en el reverso apareció el escudo de Argentina. La leyenda indicaba Provincias Unidas del Río de la Plata y tenía el monograma PTS identificando la ceca de Potosí.
En 1815, desde Potosí se llevaron los cuños a Córdoba en donde se instaló la primera casa de moneda de la Argentina. Luego de un tiempo todas las provincias tenían sus casas de monedas.

#### República de Bolivia
Creada la República de Bolívar el 6 de agosto de 1825 tras la lucha librada en la Guerra de la Independencia de Bolivia que se prolongó durante quince años y con el apoyo de los libertadores Simón Bolívar y Antonio José de Sucre, la organización administrativa y monetaria empezó con entusiasmo pero con numerosas dificultades. 
Tuvieron que transcurrir dos años (en los cuales continuaron circulando las monedas españolas) para fabricar las de cuño republicano. A los 42 años, en 1869, le correspondió al gobierno del discutido presidente Mariano Melgarejo la adquisición de un equipo a vapor de procedencia estadounidense que funcionó hasta 1909, siendo renovado por una maquinaria eléctrica adquirida por el mandatario Ismael Montes de la empresa "Ferracute Machine" de Nueva Jersey, Estados Unidos de América. EUA. Acuñó monedas durante 44 años, cerrándose el ciclo monetario que género el Cerro Rico en 1953, dejando una larga historia para Bolivia y para toda América. Las maquinarias virreinales y republicanas se conservan en el enorme edificio de la Casa de Moneda como piezas museológicas.

### Actualidad
En la actualidad, el 60 % de la Casa de la Moneda está en manos del Órgano Judicial, mientras que el restante 40 % pertenece a la alcaldía de Potosí. Sin embargo, está en proceso la transferencia del lugar histórico a la Fundación Cultural del Banco Central de Bolivia (FCBCB), con el fin de restaurarlo para devolverle su apariencia original y convertirlo en un repositorio cultural.
En 2025, año del Bicentenario de Bolivia, el Parlamento Andino de la CAN reconoció a la Casa de la Moneda como un referente del patrimonio histórico y cultural de la región.

## Las marcas utilizadas en la ceca
Se remonta al año de 1497, cuando los Reyes Católicos ordenaron que se debe usar la primera letra del nombre de la ciudad donde se labra la moneda, excepto para Segovia y la Coruña.

[…]i que debajo de nuestras Armas Reales, donde las ha de aver, se ponga la primera letra de la Ciudad donde se labraren; salvo en Segovia que se ponga un puente, i en Coruña una venera; i que todas estas dichas monedas sean salvadas, una á una, porque sea de igual peso[…]

Sólo durante el siglo XVI, España ya había instalado en América cuatro casas de acuñación: México (1535), Santo Domingo (1542), Lima (1565) y Potosí (1574), a esta cantidad se suman las del reino de Castilla que contaba con siete Casas de Moneda en 1588.
Todas ellas llevaban una sola impronta y leyenda de acuerdo al periodo del soberano; cada una de las cecas, imprimían en las piezas acuñadas, su marca, sigla o monograma del lugar donde estaba ubicada la Casa de Moneda. Se diferenciaban por la marca del ensayador y por la marca de la ceca, que solía ser la inicial o símbolo característico de la ciudad donde se hallaba la casa de amonedación.  

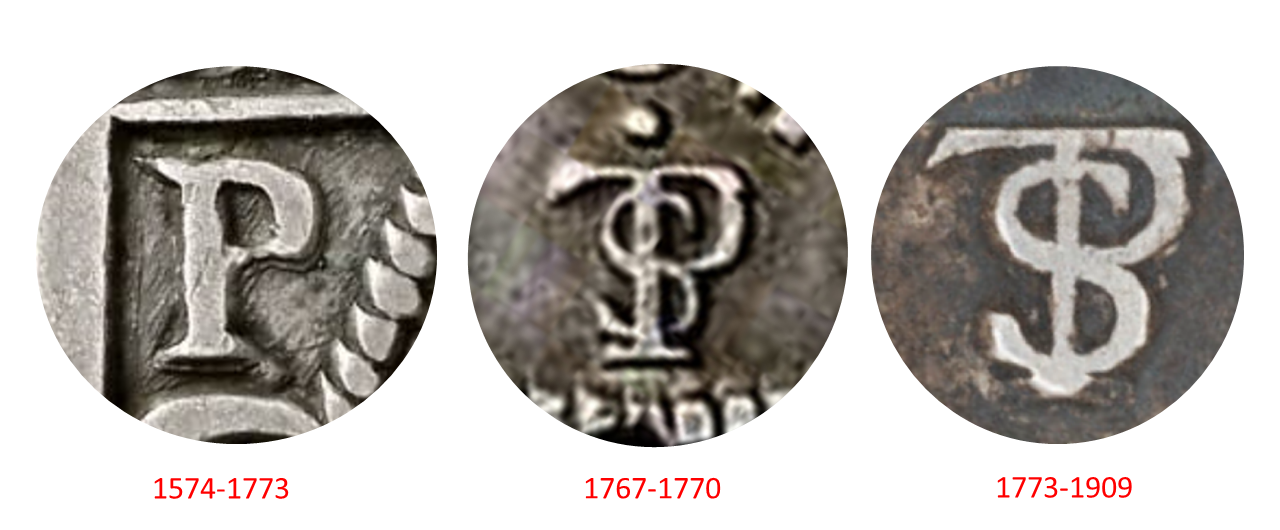
Marcas de la ceca de Potosí.

A lo largo de la historia de la moneda hispanoamericana, cada una de las cecas españolas imprimían en cada una de las piezas acuñadas: su marca, letra monetaria, sigla o monograma del lugar donde estaba ubicada la casa de moneda. Las siglas o monograma que ostentó la ceca potosina, variaron a lo largo del tiempo.

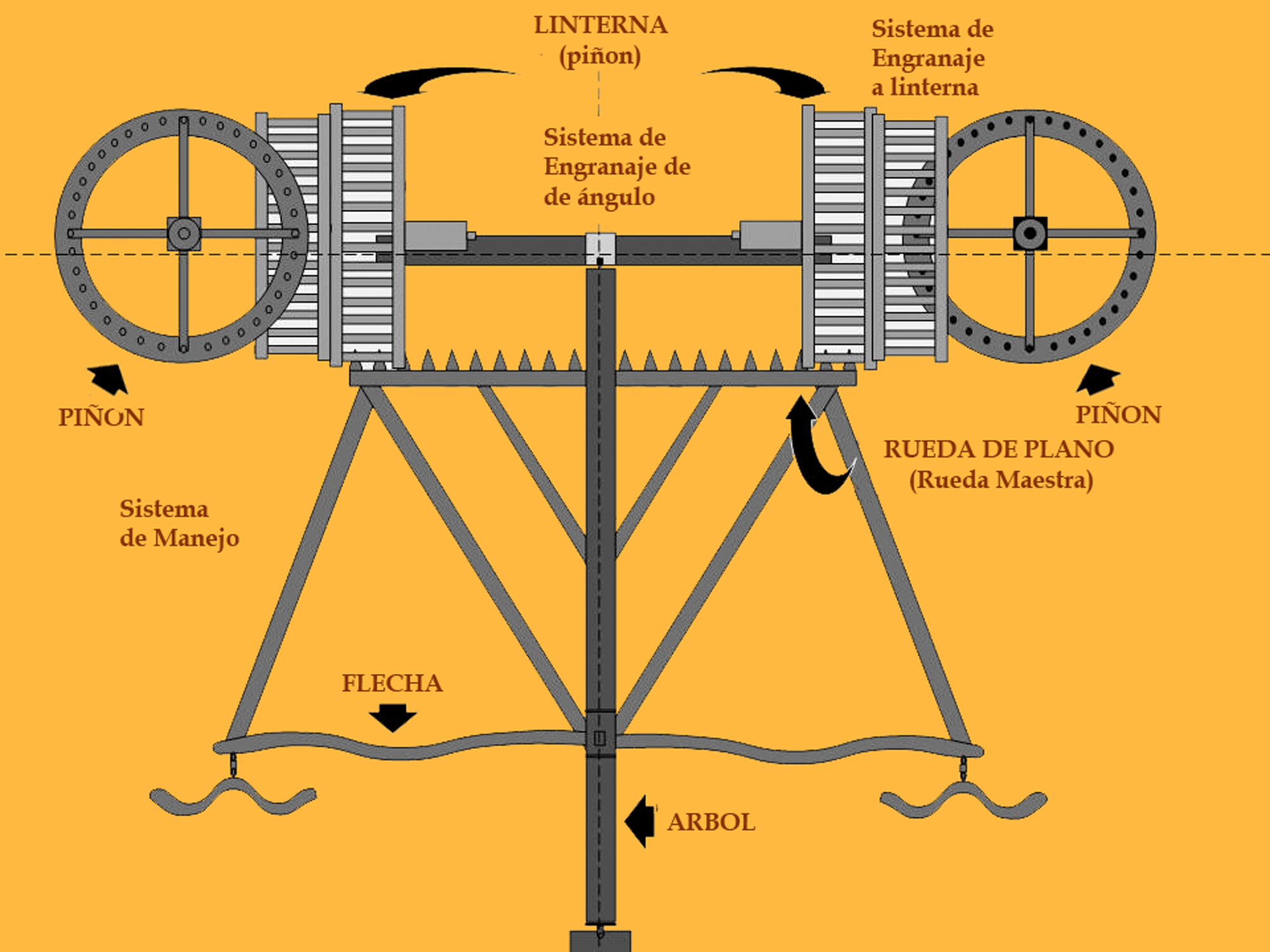
Sistema de Manejo utilizado en las Máquinas Laminadoras de la ceca de Potosí. 1767.

El recorte temporal (1574-1767), obedeció a dos hitos fundamentales para la numismática potosina. En 1574 se inició la acuñación de la moneda macuquina con la inicial P (dada por R.C. de 21 de agosto de 1565, la misma utilizada para la ceca de Lima) y en 1767 las nuevas disposiciones monetarias disponen una nueva marca, de una PTS entrelazada (dada por R.C. de 3 de octubre de 1750). Este es un período de transición entre la tecnología artesanal y la tecnología mecanizada. En dicha transición, obviamente, existen rupturas y continuidades; al respecto, a lo largo de su vida institucional y dentro de su proceso histórico, la ceca potosina contó con dos edificios: el primero construido entre 1572 y 1574 y el segundo de 1759 a 1773.
En este ámbito los monogramas utilizados fueron:
- La primera desde 1574 hasta 1773  	 - 	P
- La segunda desde 1767 hasta 1770       -  PTSI
- La tercera desde 17731 hasta 1909  	 - 	PTS

La producción monetaria se clasifica en distintos periodos histórico-numismáticos: monedas macuquinas (1574-1773), monedas columnarias (1767-1770) y monedas de busto (1773-1825), durante el periodo colonial.

Como institución virreinal y republicana, ha acuñado monedas de manera ininterrumpida desde su fundación hasta el siglo XX.

Monedas potosinas del s XVII
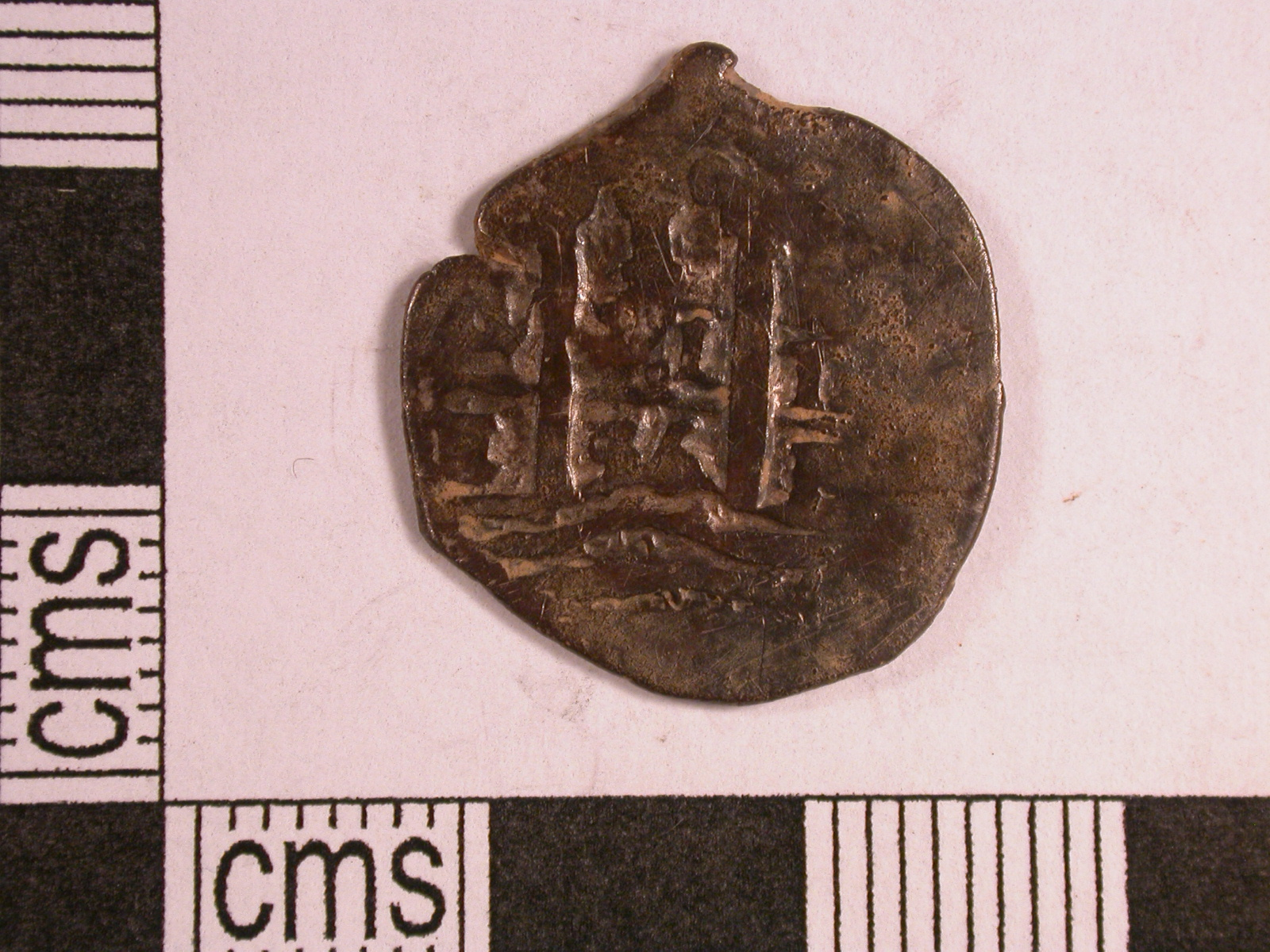
Un real de Felipe IV de España, incluye la marca P que indica que fue acuñada en Potosí, 1656. Reverso.
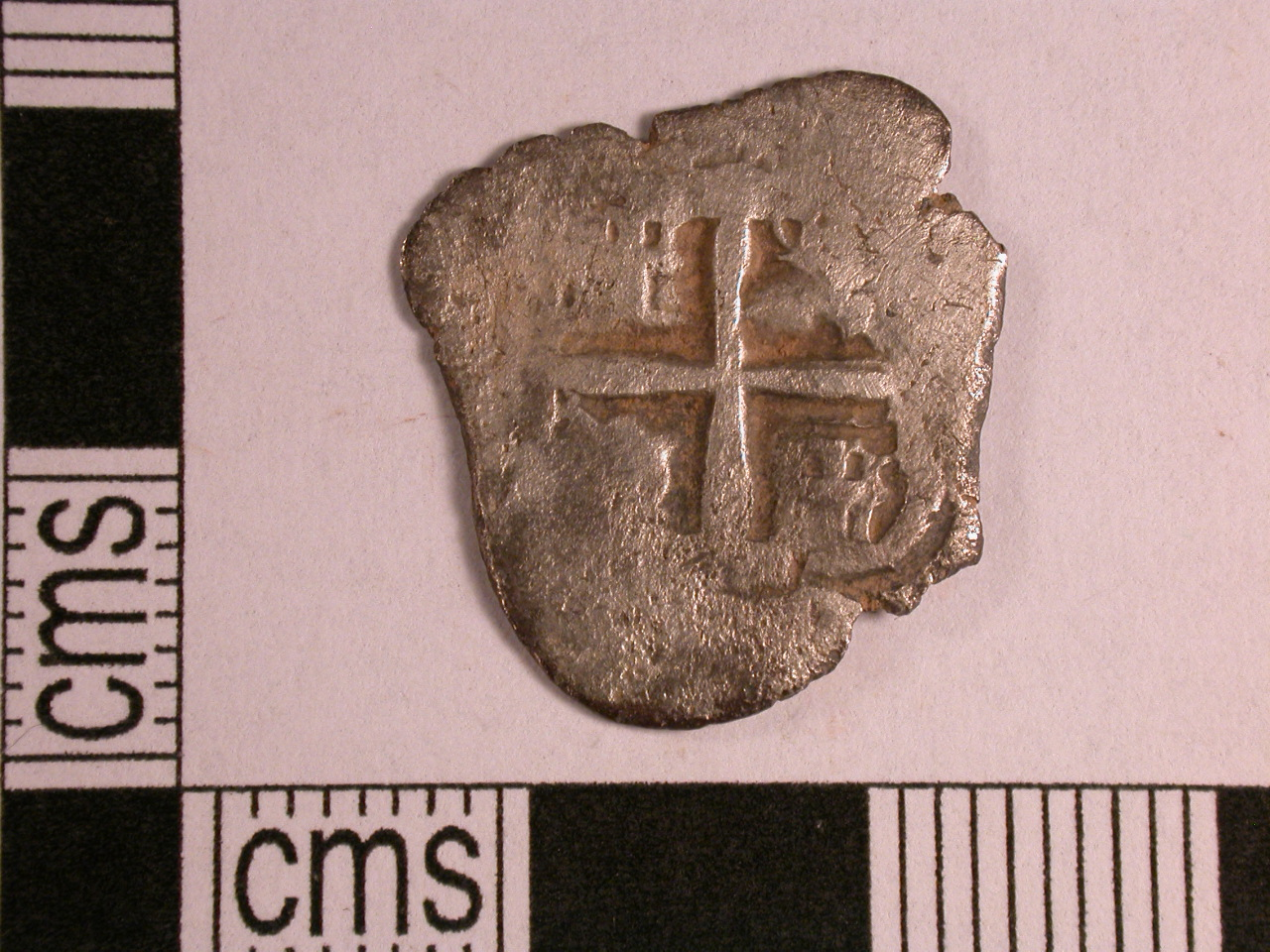
Un real de Felipe IV de España, incluye la marca P que indica que fue acuñada en Potosí, 1656. Anverso.
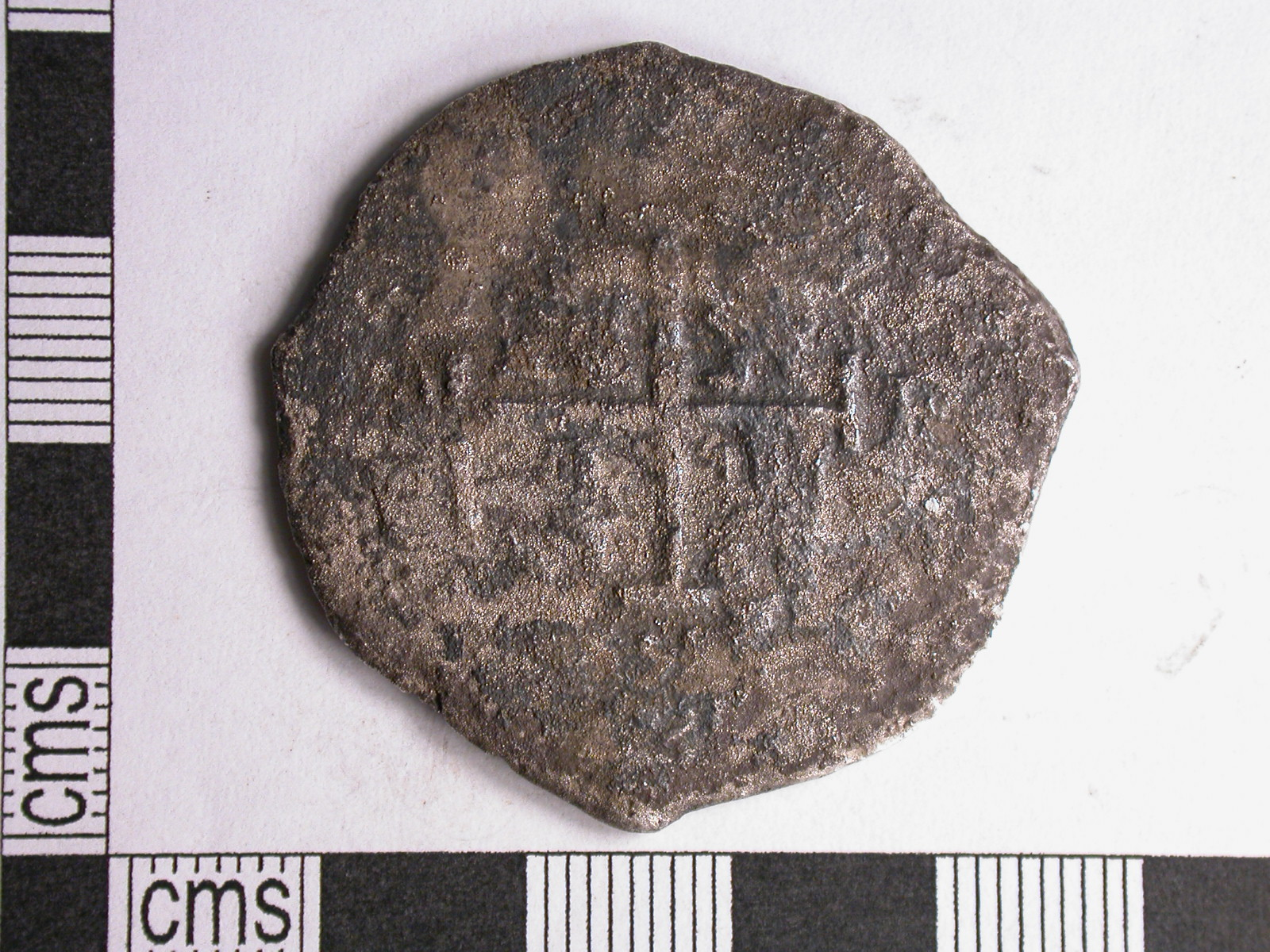
Ocho reales de Felipe IV, anverso, 1658
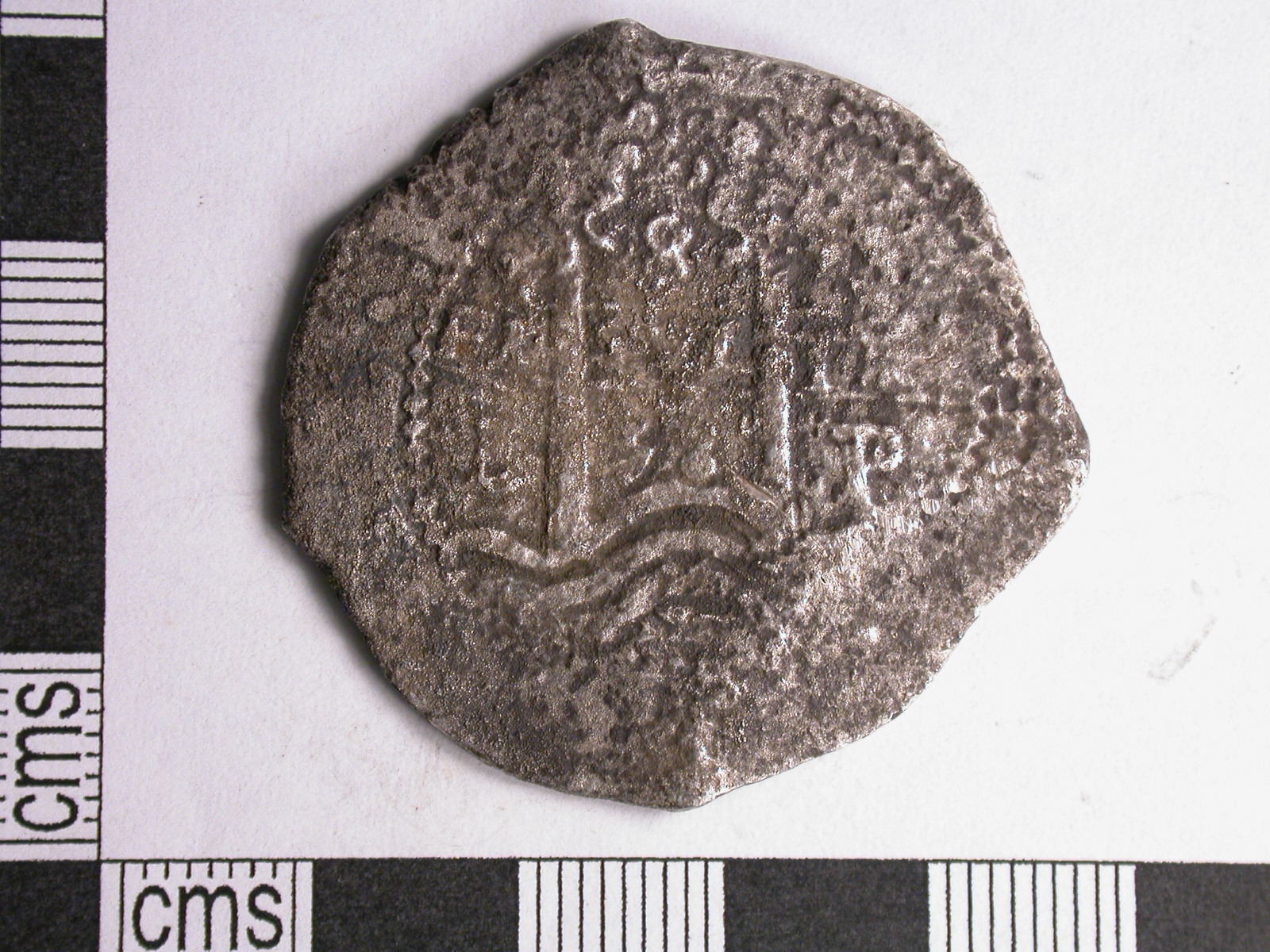
Ocho reales de Felipe IV, reverso, 1658